# 이슬람 샤 수리
이슬람 샤 수리(재위: 1545~1554)는 16세기 중반 인도 일부를 통치했던 수르 제국의 제2대 술탄이다.